# 顺政县
顺政县，中国古县名。
隋朝开皇十八年（598年）改汉曲县置，治所在今陕西省略阳县，为顺政郡治。唐朝、北宋时为兴州治。南宋开禧三年（1207年）改为略阳县。